# Mączniak rzekomy dyniowatych

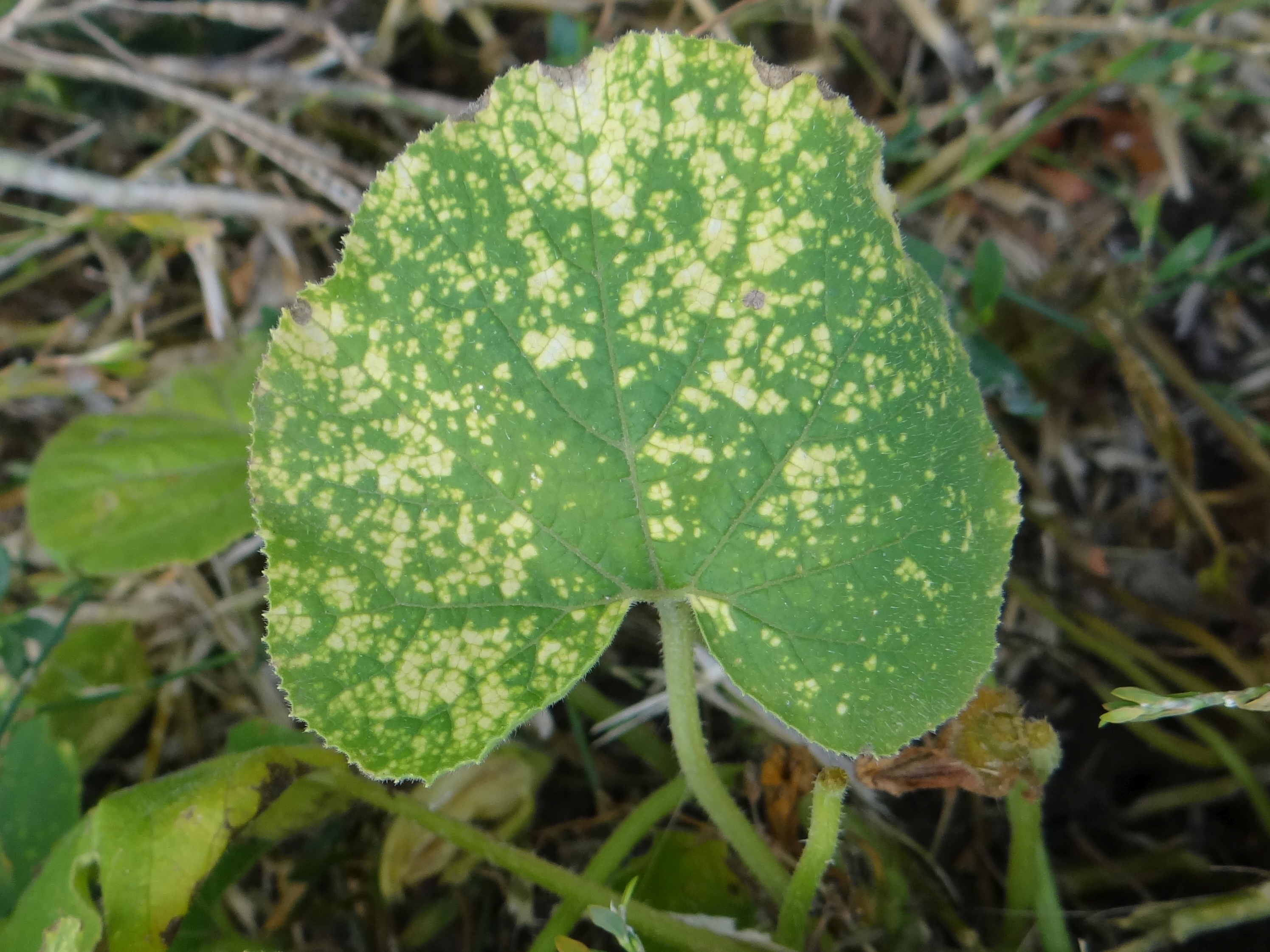
Objawy choroby na górnej stronie liścia melona

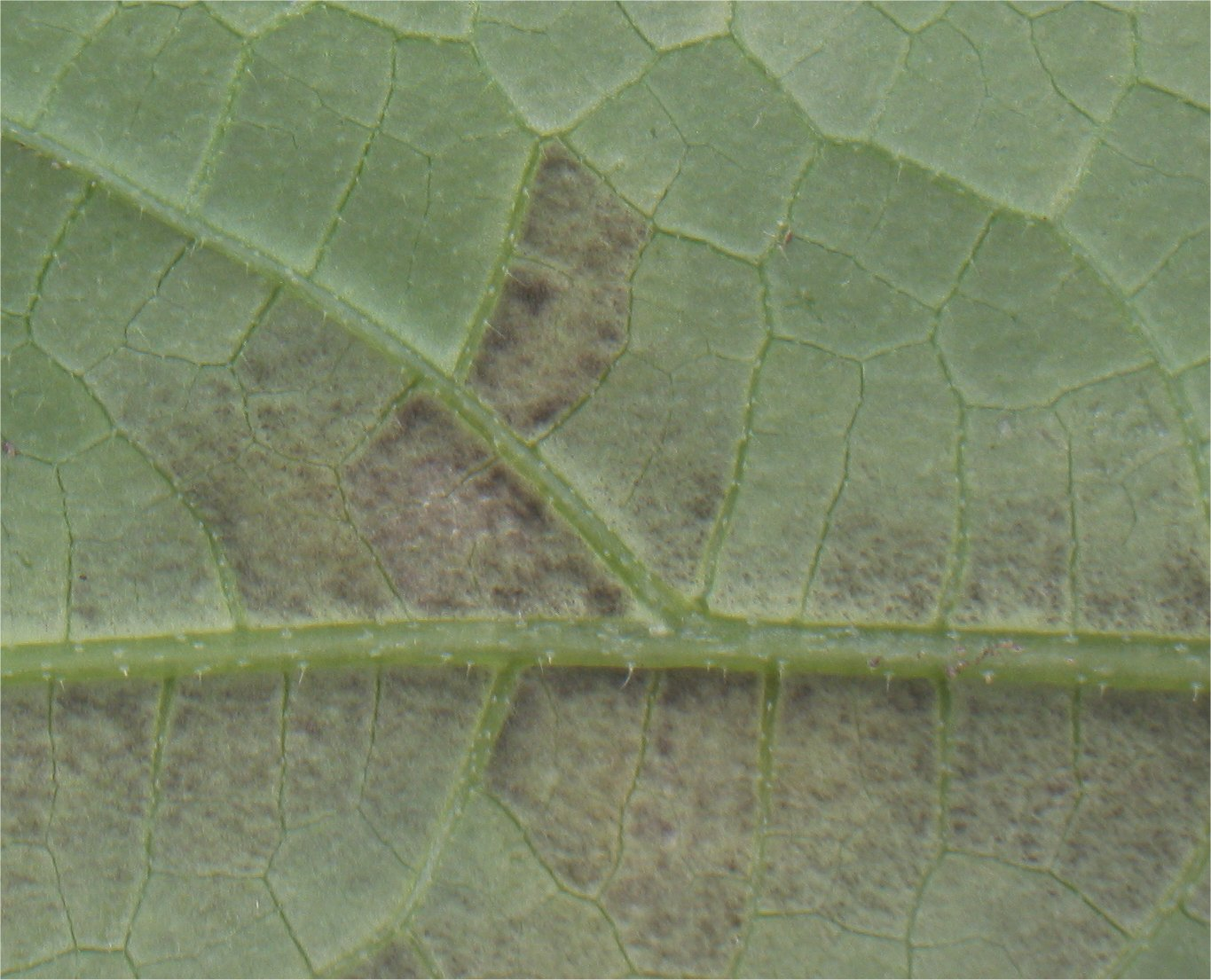
Objawy na dolnej stronie liścia

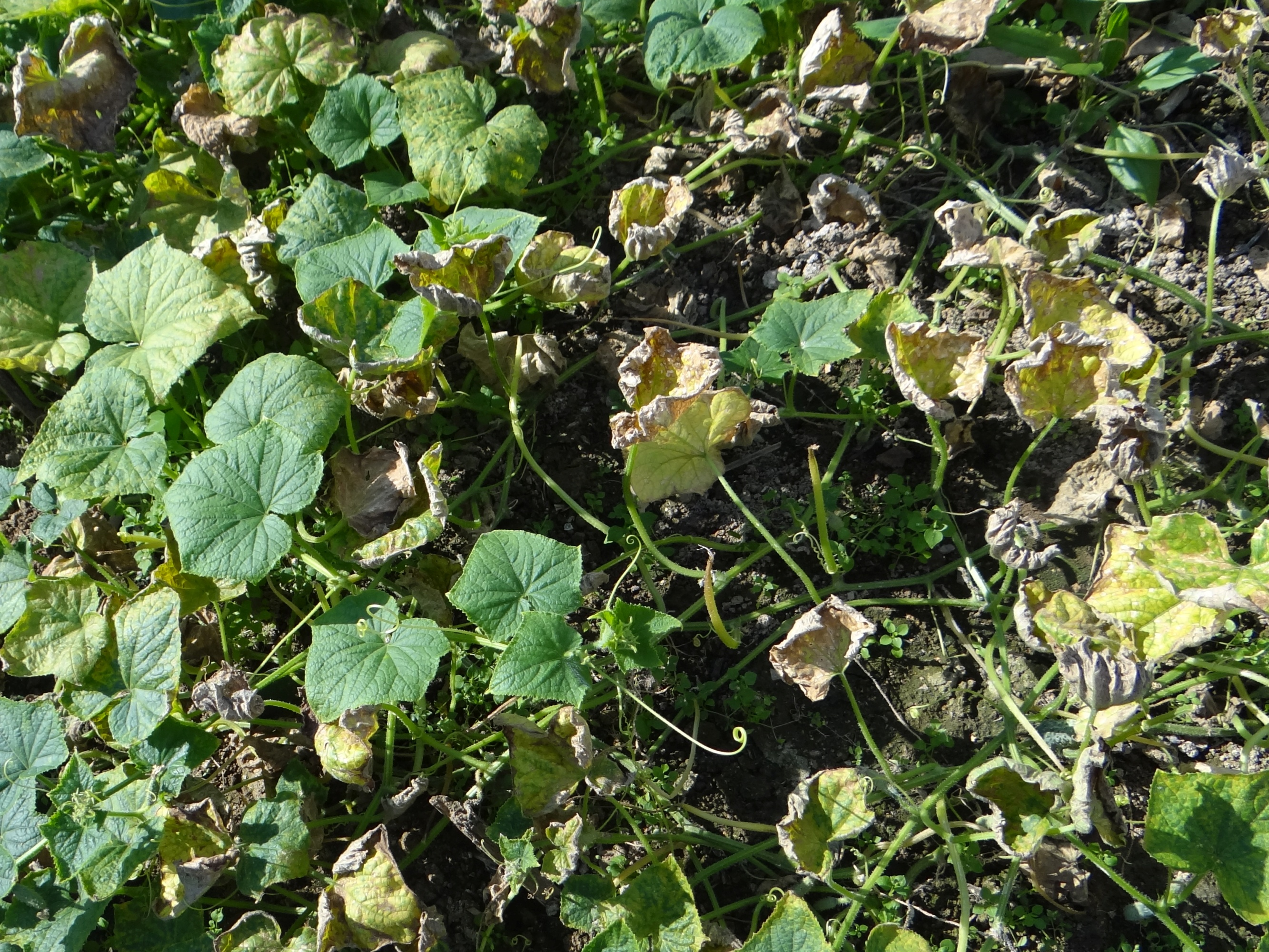
Porażona plantacja ogórków

Mączniak rzekomy dyniowatych – choroba grzybowa roślin dyniowatych wywoływana przez Pseudoperonospora cubensis Jest on pasożytem bezwzględnym, należy do patogenów wywołujących mączniaki rzekome. Mączniak rzekomy dyniowatych w Polsce występuje głównie w uprawach ogórków i dyni, zarówno w gruncie, jak i pod osłonami. Najsilniej porażany jest ogórek.

## Objawy
Choroba objawia się głównie na liściach, rzadko na innych nadziemnych częściach pędu. Na górnej stronie liści pojawiają się nieregularne plamy, początkowo chlorotyczne, później brunatne. Często plama rozszerza się tylko do nerwów liścia, wskutek czego przybiera kształt wieloboczny. Na dolnej stronie liści pod plamami pojawia się szary, później fioletowy nalot. Są to sporangiofory z zarodnikami. W miarę rozwoju choroby plamy rozrastają się, łączą z sobą i w końcu mogą zajmować całą powierzchnię liścia. Choroba rozwija się bardzo szybko; w sprzyjających warunkach już w 4–10 dni od pojawienia się pierwszych objawów (plami o wielkości ok. 3 mm) doprowadza do obumarcia całej rośliny.

## Rozwój
Rozwój choroby zakaźnej zależy od trzech czynników: aktywności patogena, warunków środowiska, oraz reakcji atakowanej rośliny na kontakt z patogenem. Rozwój infekcji przebiega najszybciej, gdy agresywny patogen w korzystnych dla niego warunkach zewnętrznych atakuje roślinę wrażliwą na chorobę. Wówczas dochodzi szybko do wystąpienia objawów choroby oraz uszkodzenia lub zniszczenia roślin. Roślina odporna nie ulega infekcji albo choroba przestaje się na niej rozwijać w początkowej fazie, wskutek czego stopień zakłócenia funkcji fizjologicznych jest zbyt niski, aby mogło ono wywrzeć ujemny wpływ na rozwój roślin i na wysokość plonów. Odporność roślin na choroby nie jest pojęciem jednoznacznym. Najczęściej oznacza ona reakcję rośliny na kontakt z patogenem.
W warunkach wysokiej wilgotności mączniaki rzekome rozwijają się szybko. W ciągu tygodnia patogen potrafi doprowadzić do zamarcia porażonej rośliny. Mączniaki rzekome przystosowane są do środowiska wodnego, posiadają zarodniki pływkowe. Strefą rozwoju mączników rzekomych jest zwilżona powierzchnia liści i łodyg oraz w mniejszym stopniu gleba, do której dostają się zarodniki pływkowe. Czynnikiem hamującym rozwój jest susza i wysoka temperatura.
Podczas wegetacji zarodniki grzyba przenoszone są przez wiatr na duże odległości. Choroba może występować epidemicznie.

## Ochrona
Ważną rolę w zapobieganiu chorobie, szczególnie w uprawach pod osłonami, odgrywa zapobieganie długotrwałemu zroszeniu liści. W tym celu należy zraszanie roślin zastąpić nawadnianiem kropelkowym, stosować dobrą wentylację, zmniejszyć liczbę uprawianych roślin na jednostce powierzchni.
Zapobiegawczo stosuje się opryskiwanie fungicydami niewnikającymi do tkanek rośliny – związki miedzi, fungicydy ditiokarbaminianowe (mankozeb). Po pojawieniu się choroby stosuje się fungicydy systemiczne, m.in.: pochodne kwasu karbaminowego (propamokarb), pochodne amidooksynu cyjanooctowego (cymoksanil), związki fosforowe (fosetyl glinu) oraz związki fenyloamidowe (metalaksyl – M).

## Badania nad odpornością ogórka
W Zakładzie Genetyki, Hodowli i Biotechnologii Instytutu Warzywnictwa w Skierniewicach (obecnie Instytut Ogrodnictwa) kontynuowane są wcześniejsze badania nad odpornością ogórka na P. cubensis. W zakładzie tym wyhodowano i wdrożono do produkcji osiem mieszańców F1 ogórka konserwowego. Pierwsze mieszańce F1 z kompleksową odpornością na choroby, a zwłaszcza na mączniaka rzekomego, zostały przyjęte do Rejestru Odmian w 1993 roku. Mączniak rzekomy jest nadal jedną z najgroźniejszych chorób dyniowatych. Istnieje konieczność kontynuowania badań nad odpornością, z uwagi na możliwość powstania nowych szczepów i ras P. cubensis, bardziej niebezpiecznych od dotychczas poznanych. Wyniki badań wykazały, że największy postęp w hodowli dotyczy podwyższenia odporności na mączniaka rzekomego, bowiem tak wysokiego stopnia odporności na tę chorobę nie wykazują żadne do tej pory zarejestrowane mieszańce F1 ogórka konserwowego.